# Lindsey McElroy
Lindsey McElroy é uma personagem fictícia da sitcom americana Two and a Half Men, interpretada por Courtney Thorne-Smith e foi criada por Chuck Lorre.

## Biografia
Lindsey é a namorada de Alan Harper, mãe de Eldridge McElroy e ex-esposa de Chris McElroy que a traiu com uma babá. Antes de seu caso com Alan, apresentou um filme pornô. Sua casa fica na frente da casa de Judith Melnick e Herb Melnick, mas se mudou para a mansão em Malibu com seu filho quando Alan incendiou a morada de forma não proposital. Lindsey e Alan afirmam que não querem um relacionamento mais sério que o namoro.
Lindsey e Alan enfrentam vários problemas em seu relacionamento, tanto que vem a culminar com o fim do relacionamento. Depois disso, Lindsey conhece Larry, Alan, por sua vez, se torna o melhor amigo de Larry, usando o pseudonimo "Jeff Strongman" com a finalidade de permanecer perto de Lindsey. Ao final da 11ª temporada Larry pede Lindsey em casamento, mas o casamento é cancelado após Alan contar que na verdade era o ex-namorado de Lindsey a pedido da irmã de Larry, com quem estava tendo um relacionamento. Isso deixa Larry furioso. Larry perdoa Alan mas não reata o relacionamento com Lindsey, que ao final da 11ª temporada fica louca por não ter o Larry, nem o Alan que iria se casar com a irmã de Larry.